# エゾボウフウ
エゾボウフウ（蝦夷防風、学名： Aegopodium alpestre ）はセリ科エゾボウフウ属の多年草。

## 特徴
根茎を発達させ、ふえる。茎の高さは20-70cmになり、茎は細く、直立して上部は分枝する。葉は互生し、根出葉や茎の下部の葉は、2-3回3出羽状複葉で小葉の縁に粗い鋸歯がある。茎の上部につく葉は下部のに比べて小さく、小葉の先端が長く伸び細長くなる。葉柄の基部は鞘状にふくらむ。
花期は6-8月。茎頂か、分枝した先端に小型の複散形花序をつける。萼は無く、花は白色の5弁花で、セリ科に一般にみられる複散形花序の下にある総苞片、小花序の下にある小総苞片ともに無い。果実は卵形になり無毛で、セリ科に一般にみられる油管は無い。

## 分布と生育環境
日本では、北海道、本州の中部地方以北に分布し、深山の木陰などに生育する。世界では、千島、樺太、オホーツク、ウスリー、アムール、中国、朝鮮、インド、ヒマラヤに分布する。

## ギャラリー
- 根出葉
- 総苞片、小総苞片ともに無い